# Scotia (bướm đêm)
Scotia  là một chi bướm đêm thuộc họ Noctuidae.